# Rådmansö församling
Rådmansö församling är en församling i Roslagens östra pastorat i Upplands södra kontrakt i Uppsala stift i Svenska kyrkan. Församlingen ligger i Norrtälje kommun i Stockholms län.

## Administrativ historik
Församlingen bildades i slutet av 1500-talet genom en utbrytning ur Frötuna församling.
Församlingen var till 1 maj 1873 annexförsamling i pastoratet Frötuna och Rådmansö för att därefter till 1962 utgöra ett eget pastorat. Från 1962 åter i gemensamt pastorat med Frötuna församling, före 1 september 1979 som annexförsamling därefter som moderförsamling.  Från 2018 ingår församlingen i Roslagens östra pastorat.

## Kyrkor
- Rådmansö kyrka